# Gungni

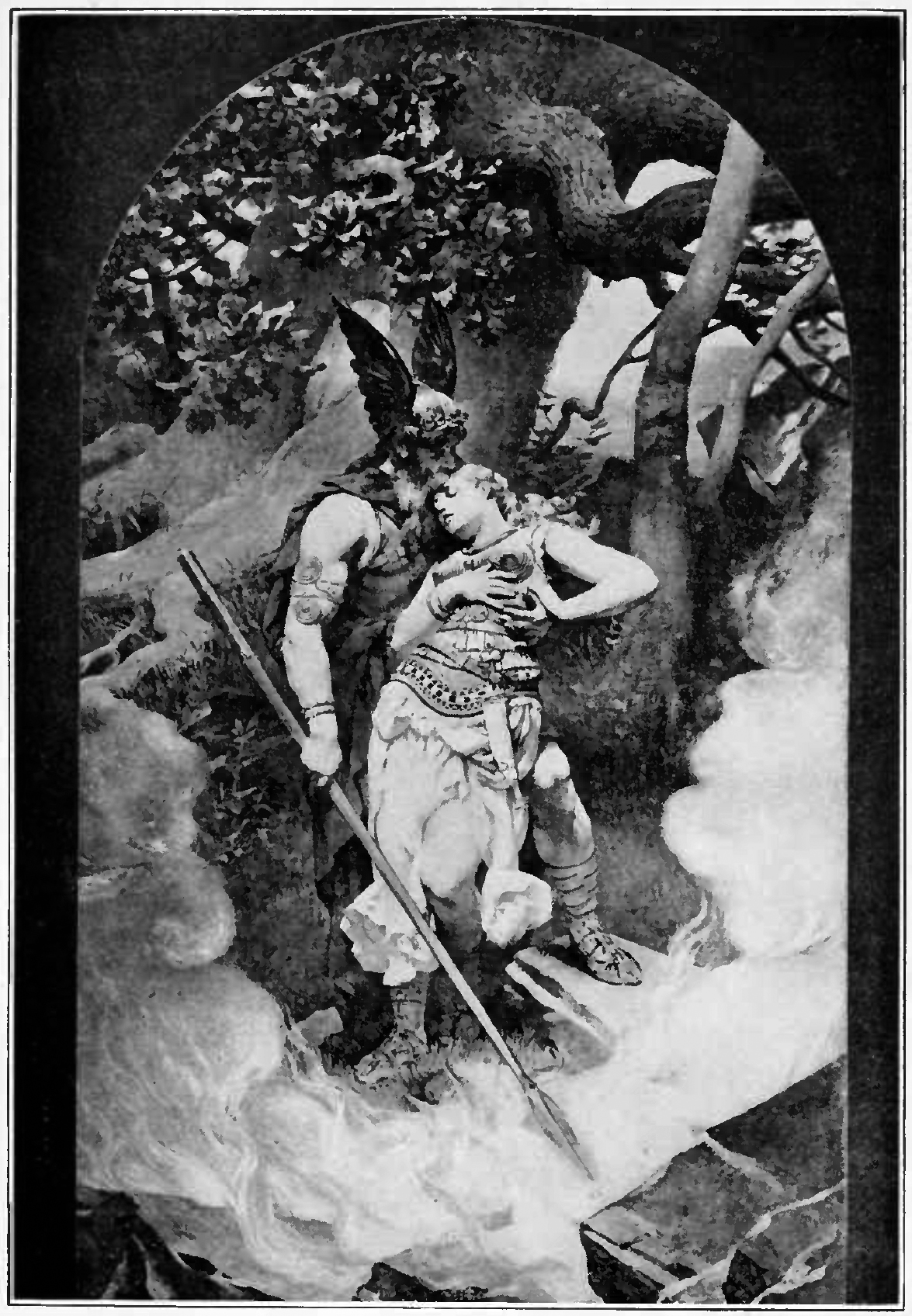
Odin s Brunhildou třímající kopí Gugni

Gungni (též Gungnir, staronorsky houpavý, klátivý) je magický oštěp, patřící Ódinovi. Byl zhotoven skřítky, známými jako „synové Ívaldiho“. Odinovi jej daroval Loki, jako jeden ze tří darů bohům, když se snažil vyhrát sázku nad skřítkem Sindrim a jeho bratrem Brokkem. Magie tohoto oštěpu tkvěla v jeho vlastnosti, že nikdy neměl minout stanovený cíl. Také se spekuluje, zdali to byl právě oštěp Gungni, který byl Ódinem vržen a začal válku s Vany, či nikoliv.
Nicméně ani on, který nikdy nemine cíl, nebude při ragnaröku dostatečně mocný, aby jím Ódin skolil strašlivého vlka Fenriho.